# Sperosoma obscurum
Sperosoma obscurum is een zee-egel uit de familie Echinothuriidae.
De wetenschappelijke naam van de soort werd in 1907 gepubliceerd door Alexander Agassiz & Hubert Lyman Clark.